# Hassan Glaoui
Hassan Glaoui (arabisch حسن الڭلاوي, DMG Ḥasan al-Glāwiyy; geboren 23. Dezember 1923 in Marrakesch; gestorben am 21. Juni 2018) war ein marokkanischer Kunstmaler.

## Leben
Die Eltern von Hassan Glaoui waren Lalla Zineb el Mokri, eine Tochter von Mohammed el Mokri, und Tihami al-Glawi der wie alle Paschas von Marrakesch, aus dem Haus der Glaoui am Verdienst der Prostituierten von Marrakesch beteiligt war.
Hassan Glaoui studierte an der École nationale supérieure des beaux-arts de Paris und kehrte 1965 nach Marokko zurück. Seine Ölgemälde und Gouachen werden auf dem internationalen Kunstmarkt gehandelt.
Hassan Glaoui war mit Evelyne Kahil und Christine Legendre verheiratet.
Durch das Bilderverbot im Islam von lebenden Wesen sind Maler figürlicher Darstellungen im Magreb selten.